# Семенівка (Штефан-Водський район)
Семенівка (рум. Semionovca) — село в Молдові в Штефан-Водському районі. Утворює окрему комуну.